# Pützborner Bach
Der Pützborner Bach ist ein rechter Zufluss der Lieser (Mosel) im Landkreis Vulkaneifel in Rheinland-Pfalz. Er entspringt auf 594 m östlich von Hinterweiler und mündet auf 365 m im Dauner Stadtteil Gemünden.
Der Bach ist 10,7 km lang, hat ein Einzugsgebiet von 19,868 km² und die Gewässerkennziffer 26782.
Er läuft durch Waldkönigen, an Steinborn und Neunkirchen vorbei, durch Pützborn und mündet in Gemünden. Gegenüber der Mündung liegt das Gemündener Maar als Teil der Dauner Maare.

## Zuflüsse
- Eselsbach, links
- Basaltbach, links
- Martinswaldbach, rechts
- Sitzenbach, rechts
- Laachmühlgraben, rechts
- Überleitung, rechts
- Assebergbach, links
- Hippersbach, rechts
- Mühlgraben, links
- Neunkirchener Mühlenbach, rechts
- Lavagraben, links
- Pützgraben, rechts
- Siedlungsgraben, links
- Pützbach, rechts
- Bach vom Rosenberg, links
- Feuchtwiesenbach, rechts